# Мутки
«Мутки» — песня российской певицы Zivert, выпущенная в качестве сингла 19 июля 2024 года. Композиция стала первой для певицы с 2023 года и по совместительству ее возвращением после паузы, взятой на восстановление здоровья.

## Музыкальное видео
В чёрно-белом видео, срежиссированным Андреем Вековым певца предстаёт в образе утончённой дамы, которая безуспешно убегает от мужчины без лица в исполнении Матвея Лобова. Ролик был выпущен 8 октября 2024 года.

## Отзывы критиков
| Оценки критиков | Оценки критиков |
| Источник        | Оценка          |
| --------------- | --------------- |
| InterMedia      | 7/10            |

Алексей Мажаев из InterMedia: «Первый после довольно продолжительного перерыва сингл „Мутки“ выглядит как осторожная подготовка к возвращению. Это вполне узнаваемая Zivert с её типичной подачей и приёмами стихосложения — и вместе с тем это Zivert довольно тихая и задумчивая, без фееричных переходов с русского на английский и мощных припевных хуков». Полина Старцева в обзоре для издания Zvuk заявила, что «Мутки» — это лирика про нежелание влюбляться и влюбленность вопреки в обрамлении нуарно-танцевального продакшена.

## Чарты

### Еженедельные чарты
| Чарт (2024)               | Высшая позиция |
| ------------------------- | -------------- |
| Беларусь (TopHit)         | 59             |
| Казахстан (TopHit)        | 29             |
| Латвия (TopHit)           | 19             |
| Литва (TopHit)            | 52             |
| Молдова (TopHit)          | 49             |
| Россия (TopHit All Media) | 11             |
| Россия (TopHit Radio)     | 9              |
| Эстония (TopHit)          | 77             |

### Ежемесячные чарты
| Чарт (2024)               | Высшая позиция |
| ------------------------- | -------------- |
| Беларусь (TopHit)         | 71             |
| Латвия (TopHit)           | 35             |
| Россия (TopHit All Media) | 16             |
| Россия (TopHit Radio)     | 13             |

### Годовые чарты
| Чарт (2024)               | Позиция |
| ------------------------- | ------- |
| Латвия (TopHit)           | 188     |
| Россия (TopHit All Media) | 88      |
| Россия (TopHit Radio)     | 77      |

## История релиза
| Регион | Дата         | Формат                      | Лейбл | Ист.   |
| ------ | ------------ | --------------------------- | ----- | ------ |
| Мир    | 19 июля 2024 | Цифровая загрузка, стриминг | Семья | [ 21 ] |
| СНГ    | 23 июля 2024 | Радиоротация                | Семья | [ 22 ] |